# Palthisomis baresalis
Palthisomis baresalis är en fjärilsart som beskrevs av Walker 1859. Palthisomis baresalis ingår i släktet Palthisomis och familjen nattflyn. Inga underarter finns listade i Catalogue of Life.